# Bembidion oblongulum
Bembidion oblongulum är en skalbaggsart som beskrevs av Mannerheim. Bembidion oblongulum ingår i släktet Bembidion och familjen jordlöpare. Inga underarter finns listade i Catalogue of Life.